# La Fête au village

La Fête au village est le premier album studio du groupe Les Musclés.

## Historique
Cet album est sorti en juin 1989 chez AB Disques/Polygram. Il rencontre le succès en devenant double disque d'or (250 000 exemplaires vendus). Il contient de nombreux tubes comme La Fête au village classé no 2 au Top 50 et vendu à 850 000 exemplaires, Moi j'aime les filles no 12 et Le Père-Noël des Musclés classé no 10.
Le groupe est fondé en 1987 pour accompagner Dorothée sur les directs du Club Dorothée les mercredis après-midi sur TF1. Après le succès surprise de leur premier single La Fête au village, le groupe enchaîne les albums et tourne dans deux sitcoms d'AB Productions : Salut Les Musclés et La Croisière foll'amour.
Ils deviennent les musiciens officiels de Dorothée sur scène au Zénith et à Bercy. Sur cet opus figure d'ailleurs un duo avec la chanteuse intitulé Salut Les Musclés enregistré au Zénith de Paris en 1988 lors du Zénith 88 de Dorothée.

## Liste des chansons
1. La Fête au village
2. L'Amour l'été
3. Son Petit Chat
4. On va tous faire la fête ce soir
5. Salut Les Musclés (duo avec Dorothée)
6. Moi j'aime les filles
7. Oh chérie, chérie
8. Ah qu'c'est bon
9. Le Twist des Musclés
10. La Femme à Gégé
11. Dorothée vacances
12. Le Père-Noël des Musclés

## Singles
- 1988  : La Fête au village (45 tours, première version, 800 000 exemplaires)[1]
- Janvier 1989 : La Fête au village (45 tours, deuxième version, 800 000 exemplaires)[1]
- Juin 1989 : Moi j'aime les filles (45 tours, 300 000 exemplaires)[2]
- Novembre 1989 : Le Père Noël des Musclés (45 tours, 350 000 exemplaires)[3]
- Mars 1990 : On va tous faire la fête ce soir (45 tours, 50 000 exemplaires)[4]

## Crédits
- Paroles : Jean-François Porry
- Musiques : Jean-François Porry / Gérard Salesses